# إتش تي إم إل كيت (محرر نصوص)
إتش تي إم إل - كيت هو محرر نصوص مخصص لتحرير الشيفرة المصدرية لصفحات الويب أو ما يعرف ب(محرر نصوص ويب) ويمكن تصنيفه ضمن مجموعة البرمجيات الاحتكارية بالإضافة إلى البرمجيات المجانية وهو مخصص للعمل على أنظمة ميكروسوفت ويندوز، تم تطوير إتش تي إم إل - كيت بواسطة شركة تشامي للبرمجيات. وقد تم تصميمه ليكون كامل من حيث المواصفات المعيارية حيث يستطيع المستخدم القيام بعمليات التعديل، التصميم، التحقق، المعاينة، والنشر لصفحات الويب بمختلف أنواعها ويشمل ذلك صفحات إتش تي إم إل (HTML)، أكس إتش تي إم إل (XHTML)، وأكس أم أل (XML).
وعلى الرغم من تصنيفه ضمن فئة البرمجيات المجانية إلا أن هناك بعض المزايا والوظائف التي لا يستطيع المستخدمون المجانيون الحصول عليها حيث يتم تقديمها حصرياً للمستخدمين المسجلين وبمقابل كلفة معينة.
يوجد حالياً اصدارة للمحرر تندرج ضمن إصداريات ألفا وتعرف بإتش تي إم إل - كيت تولز (HTML-Kit Tools) والتي عرفت سابقاً بالاسم (Build 300) وهذه الإصدارة قيد التطوير ومتاحة للتحميل من قبل المستخدمين المسجلين فقط، وبالمقابل يوجد الإصدارة (Build 292) وهي الإصدارة المستقرة والمتاحة للتحميل كبرمجية مجانية.

## المزايا والوظائف
يتمتع إتش تي إم إل - كيت بعدد من المزايا والوظائف التي تجعله مفضلاً لدى المطورين المتخصصين بتطوير صفحات الويب وتصميمها ويشمل ذلك:
- تلوين (تمييز) شيفرة الإتش تي إم إل واحتوائه على معاين داخلي لمعاينة وعرض صفحات الويب.
- دعم أنماط المعاينة الداخلية، الخارجية، وجهة الخادم، بالإضافة إلى المعاينة المباشرة.
- دعم تحميل وتنزيل الملفات باستخدام بروتوكول نقل الملفات (FTP) بالإضافة إلى القدرة على استخدام هذا البروتوكول للتعديل المباشر.
- امكانية توسيع المدى الوظيفي للمحرر عن طريق الإضافات حيث يوجد حالياً أكثر من 400 إضافة متاحة للتحميل من الموقع الإلكتروني، وتجدر الإشارة هنا إلى أن عملية التنصيب الافتراضية تحوي في طياتها عدد من الإضافات العامة مثل إضافة (منتقي الألوان).
- دعم عمليات البحث (والبحث والاستبدال) في أكثر من ملف.
- اظهار معاينة لمخرجات الشيفرة المصدرية لمحاكاة النتائج على متصفحات إنترنت إكسبلورر وموزيلا نيتسكيب حيث يتم اظهار النتائج لكلا النوعين جنباً إلى جنب.
- القدرة على التحقق من شيفرة إتش تي إم إل المصدرية من حيث توافقها مع مواصفات رابطة الشبكة العالمية (W3C) المعيارية.
- احتوائه على واجهة سطر أوامر داخلية.
- تعليم (تمييز) الصيغة لعدد من لغات البرمجة ويشمل ذلك:[3]
  - إتش تي إم إل أو ما يعرف بلغة رقم النص الفائق (HTML)
  - لغة رقم النص الفائق القابلة للتمديد (XHTML)
  - أكس أم أل (XML)
  - صفحات الطرز المتراصة أو ما يعرف ب (Cascading Style Sheets) وتختصر بالتعبير (CSS)
  - فيجوال بيسك (Visual Basic)
  - فيجيوال بيسيك (Visual Basic Script Edition)
  - بي إتش بي (PHP)
  - بايثون (Python)
  - بيرل (Perl)
  - روبي (Ruby)
  - سي (C Programming Language)
  - سي++ (C++ Programming Language)
  - سي شارب أو ما يعرف بسي# (C# Programming Language)
  - باسكال (Pascal)
  - أس كيو أل (SQL)
  - إيه أس بي (ASP)
  - جافا (JAVA)
  - جافا سكريبت (Javascript)
  - ليسب (Lisp)
  - صفحات خادم جافا (JavaServer Pages - JSP)

## التقييمات
حصل إتش تي إم إل - كيت على تقييم 5 نجمات من موقع download.com بالإضافة لحصوله على تقييم 4 نجمات من موقع php-editors.com